# Association des archivistes du Québec
Pour les articles homonymes, voir AAQ.
L'Association des archivistes du Québec (AAQ) réunit des archivistes des secteurs public et privé au Québec. L'association a été créée en 1967. Elle est un organisme sans but lucratif.
Le fonds d'archives de l'AAQ est conservé au centre d'archives de Québec de Bibliothèque et Archives nationales du Québec.

## Historique
Dans les années 60, aucune association professionnelle n'existe pour les archivistes québécois. Ils se réunissent au sein des activités de la Society of American Archivists. À partir de 1963, plusieurs responsables de centres d'archives du Québec réfléchissent à l'idée de créer une association propre aux archivistes québécois afin de regrouper les acteurs et les promoteurs du milieu archivistique québécois. Ils désirent faire reconnaître l'archivistique comme discipline au sein de laquelle gravitent des professionnels. 
Le 9 décembre 1967 a lieu, aux Archives nationales du Québec, l'assemblée de fondation de l'AAQ. La première année, 125 membres répartis dans les régions de Québec (61), Montréal (23), Saguenay-Lac-Saint-Jean (13) et ailleurs dans la province (28) adhèrent au nouveau regroupement. À ses débuts, une forte majorité des membres provient du secteur des archives religieuses.
Lors de sa fondation, l'AAQ se dote des objectifs suivants:
1. Promouvoir le perfectionnement professionnel des membres de l'association et les intérêts de la profession d'archiviste ;
2. Favoriser l'établissement et le progrès des dépôts d'archives du Québec ;
3. Coopérer avec d'autres regroupements ou associations d'archivistes au Canada et à l'étranger ;

Entre 1974 et 1982, l'AAQ crée des sections pour regrouper leurs membres dans les différentes régions du Québec. Ces sections se subdivisent en deux sous-groupes selon la spécificité des archivistes, soit la gestion des documents ou les documents historiques. 
En 1975, on enregistre les lettres patentes confirmant l'incorporation de l'AAQ. En 1977, un secrétariat permanent est créé. En 1990, à la suite d'un remaniement majeur, la structure de l'effectif se base sur les divisions régionales (Ouest, Est, Nord, Centre et Montréal) seulement. En 1996, l'AAQ se dote d'une direction générale et les internautes ont accès au site Web de l'AAQ le 12 juin 1996.

### Dates importantes
- 9 décembre 1967 : fondation officielle de l'AAQ.
- 1968 : parution du premier numéro du Bulletin de liaison.
- 1969 : parution du premier numéro de la revue scientifique Archives[8].
- 1971 : parution du premier numéro du bulletin mensuel La Chronique.
- 1971 : mise en place du prix annuel décerné à un membre individuel ou à une institution pour la qualité de son travail.
- 1972 : création du titre Membre émérite[9].
- 13 et 14 mai 1972 : premier congrès annuel sous le thème Les affaires archivistiques.
- 4 juin 1975 : enregistrement des lettres patentes confirmant l'incorporation de l'AAQ en vertu de la 3e partie de la Loi sur les compagnies du Québec.
- 1977 : mise en place d'un secrétariat permanent.
- 1990 : abolition des sections à l'intérieur de l'AAQ et mise en place d'une structure basée sur les divisions régionales.
- 1991 : adoption d'un code de déontologie.
- 1991 : création du prix Jacques-Ducharme pour souligner le travail d'une personne ou d'un groupe d'individus qui ont contribué au développement de la discipline[10].
- 1994 : création du premier site Web de l'association.
- 1996 : création du prix du président au bénévole de l'année et création du prix annuel du meilleur article de la revue Archives.
- 2004 : abolition de la région Centre.
- 2006 : lancement de la Déclaration québécoise sur les archives[11].
- 2007 : création du prix annuel Robert-Garon pour souligner le travail d'un organisme public ou privé qui a contribué au développement de la discipline.
- 2009 : création du prix annuel Jacques-Grimard pour souligner le travail d'une personne, non issue du milieu archivistique, qui a contribué au développement de la discipline.
- 2011: création du titre Membre honoraire.
- 2013 : signature d'une entente de principe de collaboration avec le Réseau des services d'archives du Québec (RAQ).
- 2013-2014 : création de profils sur différentes plateformes du Web 2.0 (Facebook, Twitter, LinkedIn, Wordpress, YouTube).
- 2014 : signature d'une entente de collaboration avec l'Association des archivistes français[12].
- 2015 : signature d'une entente avec l'Association canadienne des archivistes (en) (ACA). Fin de la parution du bulletin mensuel La Chronique remplacée par l'Infolettre AAQ.

| Nom                               | Date début du mandat | Date de fin du mandat |
| --------------------------------- | -------------------- | --------------------- |
| Suzanne Girard                    | 1987-06-01           | 1985-05-31            |
| Carol Couture                     | 1988-06-01           | 1989-05-31            |
| Richard Juneau                    | 1989-06-01           | 1990-05-31            |
| Victorin Chabot                   | 1993-06-01           | 1994-05-31            |
| Michel Prévost                    | 1994-06-01           | 1995-05-31            |
| James Lambert                     | 1995-06-01           | 1996-05-31            |
| Simon Richard                     | 1996-06-01           | 1997-05-31            |
| Diane Baillargeon                 | 1997-06-01           | 1998-05-31            |
| Danielle Lacasse                  | 1998-06-01           | 1999-05-31            |
| Frédérick Brochu                  | 1999-6-01            | 2000-05-31            |
| Robert Nahuet                     | 2004-06-01           | 2005-05-31            |
| Yvonne Painchaud                  | 2005-06-01           | 2006-05-31            |
| Nathalie Gélinas                  | 2007-06-01           | 2008-05-31            |
| Marc Beaudoin                     | 2008-06-01           | 2010-05-31            |
| Brigitte Pollock                  | 2010-06-01           | 2011-05-31            |
| Michel Lévesque                   | 2011-06-01           | 2012-05-31            |
| Carole Saulnier                   | 2012-06-01           | 2012-07-31            |
| Carol Couture                     | 2012-09-08           | 2013-05-31            |
| André Gareau                      | 2013-06-01           | 2014-06-01            |
| Nathalie Richard                  | 2014-06-01           | 2015-05-31            |
| Marie-Pier Aubé                   | 2015-06-01           | 2015-12-31            |
| Carole Saulnier                   | 2016-01-01           | 2018-05-31            |
| Cédric Champagne                  | 2018-06-01           | 2019-05-31            |
| Frédéric Giuliano                 | 2019-06-01           | 2021-05-31            |
| Julien Bréard                     | 2021-06-01           | 2023-05-31            |
| Cynthia Viau-Mainville (actuelle) | 2023-06-01           |                       |

## Partenaires

### Sur la scène québécoise
L’Association des archivistes du Québec (AAQ) est membre associé du Réseau des services d’archives du Québec (RAQ). Le RAQ regroupe des services d’archives et agit comme conseil provincial au Conseil canadien des archives (CCA). Depuis novembre 2013, une entente de principe de collaboration a également été signée entre l'AAQ et le RAQ.
L'AAQ est aussi membre de la Fédération des sociétés d’histoire du Québec (FHQ) ainsi que de la Table des milieux documentaires et archivistiques du Québec (TAMDAQ). Elle est également partenaire pour le Congrès des milieux documentaires (CMD) de 2008 à 2015.

### À l'échelle canadienne
L’Association des archivistes québécois (AAQ) est membre du Conseil canadien des archives (CCA). Le CCA vise à favoriser l’élaboration d’un consensus entre les différents points de vue archivistique et la promotion d’intérêts communs. L’AAQ délègue des représentants aux trois comités du CCA, soit le Comité canadien de description archivistique, le Comité des normes et le Comité de préservation.
Le 17 janvier 2014, des représentants de la communauté archivistique canadienne organisent un forum de discussion spécial d’une journée, le Sommet sur les archives au Canada : Vers un nouveau plan directeur pour sauvegarder la mémoire du Canada. Ce sommet marque le début d’un processus stratégique de conception de vision et de planification pour le système archivistique canadien. En s’inspirant des idées et des problèmes indiqués dans les présentations du sommet, la communauté archivistique canadienne décide de mettre sur pied le Groupe de travail sur le système archivistique canadien, afin d’élaborer une vision et des stratégies renouvelées pour le système archivistique canadien. Le Groupe de travail est composé de cinq membres : l’Association des archivistes du Québec (AAQ), l’Association canadienne des archivistes (ACA), le  Conseil canadien des archives (CCA), le Conseil des archivistes provinciaux et territoriaux (CAPT) et Bibliothèque et Archives Canada (BAC). Chaque organisation membre est responsable de représenter les intérêts de sa base politique et économique ou de son institution. Les membres sont également responsables de s’assurer que l’information provenant du groupe soit partagée à travers la communauté archivistique.
En août 2015, l'AAQ signe une entente avec l'Association canadienne des archivistes (ACA) afin de collaborer sur des projets spécifiques et se concerter pour la prise de positions publiques concernant divers sujets touchant le milieu archivistique.

### Sur le plan international
L’Association des archivistes du Québec (AAQ) agit sur le plan international par l’entremise de la Section des associations professionnelles de records management et d’archivistique (SPA) du Conseil international des archives (CIA). Elle y est en contact avec d’autres instances professionnelles et institutions archivistiques à l’échelle mondiale.
En 2004-2005, l’AAQ participe à la création du North American Archival Network du CIA (NAANICA). En contribuant à la constitution de ce réseau nord-américain, l’AAQ y fait reconnaître la dualité linguistique, assurant l’échange d’informations en français et en anglais au sein du CIA. 
En 2014, une entente de principe de collaboration est signée entre l'AAQ et l'Association des archivistes français (AAF). Sur la base de leurs intérêts communs, les deux associations s'entendent pour établir des moyens de communication et de collaboration afin d'atteindre certains objectifs en matière de formation, de perfectionnement et de représentation de la profession d'archiviste.

## Prises de position
L’Association des archivistes du Québec (AAQ) constitue une force organisée qui permet aux archivistes d’être entendus auprès du législateur, des employeurs et du grand public par le biais de diverses interventions. La présidence de l’AAQ de même que le Comité des affaires professionnelles (CAP) interviennent lorsque les archives et/ou la profession d’archiviste sont en jeu. Ils prennent part aux tribunes qui permettent de faire valoir les droits des archivistes auprès du législateur par le biais de rapports, de mémoires et de participation à des commissions.
- L'AAQ a déposé un mémoire dans le cadre du projet de loi no 82 Loi sur le patrimoine culturel en 2010[20].
- La présidence et la direction générale ont représenté l'AAQ lors des consultations sur le projet de loi 47 Loi modernisant la gouvernance de Bibliothèque et Archives nationales du Québec (BAnQ) en 2015[21]. Un mémoire conjoint avec le Réseau des archives du Québec a également été déposé lors de ces consultations.

## Activités

### Certification
L’Association des archivistes du Québec (AAQ) offre à ses membres la possibilité d’obtenir une certification professionnelle ou technique. Celle-ci octroie au membre certifié une reconnaissance des tâches liées à la profession effectuées sur son milieu de travail.
Les critères de la certification ont été déterminés lors de l’assemblée générale de 1996 mais les premières demandes ont été traitées en septembre 1997. Ils reposent sur la scolarité et l’expérience du candidat.
Au niveau professionnel, les critères de reconnaissance basés sur la scolarité sont les suivants :
- Diplôme universitaire de deuxième cycle incluant une formation en archivistique.

- Diplôme universitaire de premier cycle incluant un certificat en archivistique.
- Diplôme universitaire de premier cycle et un certificat en archivistique.

Au niveau technique, le critère de reconnaissance basé sur la scolarité est le suivant :
- Technique en documentation[24]

Pour les candidats ne répondant pas aux critères basés sur la scolarité, le Comité de certification et perfectionnement reconnaît les années d’expérience de tâches professionnelles ou de technicien en archivistique. Un système d’équivalence expérience∕scolarité est employé.

### Code de déontologie
En 1994, le code d’éthique de l’Association des archivistes du Québec (AAQ) devient son code de déontologie. Il s’articule autour de la mission sociale et professionnelle de l’archiviste ainsi que d’une déontologie personnelle et collective. Il permet le rayonnement de son programme de perfectionnement en encourageant la mise à jour des connaissances de leurs membres.

### Congrès annuel
Depuis 1972, l'Association des archivistes du Québec (AAQ) présente son congrès annuel sous différentes thématiques reliées au milieu archivistique. Les congrès se tiennent à tour de rôle dans chacune des directions régionales.

### Formations
Une partie des activités de l'Association des archivistes du Québec (AAQ) est présentée par les quatre directions régionales: Est, Montréal, Nord et Ouest.
Le Comité de certification et de perfectionnement de l'AAQ offre également des formations en ligne.

### Publications
L'Association des archivistes du Québec (AAQ) publie la revue scientifique Archives, publiée depuis 1969 et paraissant deux fois par année, à l'automne et au printemps. L'AAQ publie également des guides pratiques, actes de congrès, dossiers de perfectionnement, documents de réflexion, mémoires et rapports.